# Microtus rossiaemeridionalis
Microtus rossiaemeridionalis és una espècie de mamífer rosegador de la família dels cricètids. Viu a altituds d'entre –27 i 3.250 msnm al sud d'Albània, l'est de Belarús, el sud i est de Bulgària, el nord de Grècia, l'oest del Kazakhstan, Macedònia del Nord, Moldàvia, l'est de Romania, Rússia, el sud de Sèrbia i el sud d'Ucraïna. El seu hàbitat són les zones d'herba alta, sobretot a la vora de masses d'aigua. Té una llargada de cap a gropa de 96-130 mm, la cua de 31-55 mm i un pes de 21-58 g. El seu nom específic, rossiaemeridionalis, significa ‘de la Rússia meridional’ en llatí.